# Amanda Collin
Amanda Collin (4 de marzo de 1986, Rungsted, Dinamarca) es una actriz danesa, conocida por A Horrible Woman (2017), Department Q: A Conspiracy of Faith (2016) y Splitting Up Together (2016). Interpretó a Madre en la serie de HBO Max del 2020 Raised by Wolves.

## Carrera
De 2015 a 2016, Collin formó parte del conjunto del Teatro Mungo Park, donde actuó en los cuentos de hadas de Hans Christian Andersen, Boys Don't Cry y Hamlet. En 2017, Collin fue nominada al equivalente danés del Premio de la Academia, el Premio Robert, por su papel secundario de Rakel, la madre religiosa de dos niños secuestrados en el éxito de taquilla danesa Department Q: A Conspiracy of Faith dirigida por Hans Petter Moland.
Collin interpretó el papel principal de Marie en la película A Horrible Woman, y ganó el premio Robert y el premio Bodil a la mejor actriz en un papel principal en 2018.
En 2019, Collin apareció en Resin de Daniel Borgman, por la que fue nominada a un premio Robert a la mejor actriz de reparto. En 2020 protagoniza la serie dramática de ciencia ficción de Ridley Scott, Raised by Wolves de HBO Max.

## Filmografía

### Cine
| Año  | Título                              | Papel       | Notas        |
| ---- | ----------------------------------- | ----------- | ------------ |
| 2011 | Pretty Vacant                       | Modelo      | Cortometraje |
| 2012 | Alleged                             | Svetlana    | Cortometraje |
| 2012 | Bag Glas                            | Anemone     | Cortometraje |
| 2014 | For det fælles bedste               | Johanne     | Cortometraje |
| 2014 | Ækte vare                           | Line        |              |
| 2014 | Lukkede Øjne                        | Mujer       | Cortometraje |
| 2015 | Mod toppen af bjerget               | Rebecca     | Cortometraje |
| 2016 | Department Q: A Conspiracy of Faith | Rakel       |              |
| 2016 | In the Dark Room                    | Olga        |              |
| 2017 | Darkland                            | Amanda      |              |
| 2017 | A Horrible Woman                    | Marie       |              |
| 2019 | Resin                               | Roald       |              |
| 2019 | The Exception                       | Malene      |              |
| 2023 | La tierra prometida                 | Ann Bárbara |              |

### Televisión
| Año       | Título                              | Papel            | Nota                                                          |
| --------- | ----------------------------------- | ---------------- | ------------------------------------------------------------- |
| 2013-2017 | Sjit Happens                        | Lærke / Amanda   | 9 episodios                                                   |
| 2014–2015 | Banken: New Normal                  | Rikke            | 5 episodios                                                   |
| 2015      | Klaes the Roommate                  | Caroline         | Episodio: Har du bollet                                       |
| 2016      | Splitting Up Together               | Charlotte        | 4 episodios                                                   |
| 2016      | Ditte & Louise                      | Ekspedient       | Episodio: Skoene med tæerne                                   |
| 2017      | Flashback                           | Chica            | Episodios: Lina Rafn, Simon Emil Ammitzbøll, Joakim Ingversen |
| 2017      | Something's Rockin'                 | Regitze          | 2 episodios                                                   |
| 2018      | Tæt på sandheden med Jonathan Spang | Marie            | 2 episodios                                                   |
| 2018      | Theo & Den Magiske Talisman         | Oraklet          | 24 episodios                                                  |
| 2020      | Raised by Wolves                    | Madre            | 10 episodios                                                  |
| 2024      | La casa del dragón                  | Lady Jeyne Arryn | 3 episodios                                                   |

### Videos musicales
| Año  | Título           | Papel              | Nota                    |
| ---- | ---------------- | ------------------ | ----------------------- |
| 2016 | You're Not There | Chica con manzanas | Canción de Lukas Graham |

## Premios
| Año  | Categoría    | Trabajo                             | Resultado |
| ---- | ------------ | ----------------------------------- | --------- |
| 2017 | Mejor actriz | Department Q: A Conspiracy of Faith | Nominada  |
| 2018 | Mejor actriz | A Horrible Woman                    | Ganadora  |

| Año  | Categoría    | Trabajo          | Resultado |
| ---- | ------------ | ---------------- | --------- |
| 2018 | Mejor actriz | A Horrible Woman | Ganadora  |